# Kia Asamiya
Kia Asamiya (麻宮 騎亜, Asamiya Kia) — de son vrai nom Michitaka Kikuchi (菊池 通隆, Kikuchi Michitaka) — est un auteur de bande dessinée japonais, né  en 1963 à Kitakami dans la préfecture d'Iwate au Japon.

## Biographie
Asamiya est né en 1963 à Kitakami, dans la préfecture d'Iwate, au Japon.
La sortie de Batman : Child of Dreams en 2000 est passée relativement inaperçue. Publiée aux USA en 2002, elle permet à l'auteur de travailler ensuite sur la BD américaine Uncanny X-Men en 2002.

### Date de naissance
Concernant le jour et mois de naissance, les sources sont contradictoires et indiquent le 28 janvier,, ou le 9 mars,.

### Nom
Il utilise son vrai nom, Michitaka Kikuchi (通隆 菊池, Kikuchi Michitaka), pour son travail dans l'animation. Il présente cette personne comme son partenaire, cofondateur de son studio, né la même année, au style de dessin identique.

## Œuvre

### Manga
- 1986 : Vagrants (神星記ヴァグランツ, Shin Seiki Vagrants?), 2 volumes[11] ; pré-publié dans le magazine Comptiq[12] chez Kadokawa Shoten[BU 1].
- 1988 – 1999 : Silent Möbius (サイレントメビウス?), 12 volumes[BU 2].
- 1989 : Gunhead (ガンヘッド?)[BU 3].
- 1991 – 1993 : Compiler (コンパイラ?)[BU 4].
- 1992 – 1995 : Assembler Ox (アセンブラOX?)[BU 5].
- 1992 – 1997 : Dark Angel (聖獣伝説ダークエンジェル?)[BU 6].
- 1994 – 2000 : Steam Detectives (快傑蒸気探偵団, Kaiketsu Jouki Tanteidan?)[13], 13 volumes[BU 7].
- 1994 : Silent Möbius Klein (サイレントメビウス・クライン 完全版00, Mobius Klein: Silent Möbius SIDE ZERO?), 1 volume[BU 8].
- 1995 : Time Diver Govisor (タイムダイバー ゴーバイザー?), 2 volumes[BU 9].
- 1997 : Martian Successor Nadesico (機動戦艦ナデシコ, Kidō Senkan Nadeshiko?), 4 volumes[BU 10].
- 1999 :
  - Corrector Yui (コレクター・ユイ?)[14], 2 volumes[BU 11], puis la série est republiée en 5 volumes dessinés par Keiko Okamoto (岡本慶子?)[BU 12].
  - Star Wars Manga: The Phantom Menace, 2 volumes[BU 13].
- 2000 :
  - Dark Angel - Phoenix Resurrection (ダークエンジェルフェニックスレザレクション?), 2 volumes[BU 14].
  - Corrector Yui Ver.2 (コレクターユイVer.2?), 4 volumes[BU 15].
- 2001
  - Dark Angel : Phoenix Resurrection (ダークエンジェルフェニックスレザレクション?), 2 volumes[BU 14].
  - New Steam Detectives (真・快傑蒸気探偵団, Shin Kaiketsu Jouki Tanteidan?)[BU 16].
  - D-Divine (デュプレックス ディバイン, Duplex Divine?), 2 volumes[BU 17].
  - Evil-Kun (ガチャガチャファミリーえびるクン, Gacha Gacha Family Evil-Kun?), 3 volumes[BU 18].
- 2003 : Silent Möbius Tales (サイレントメビウス テイルズ?), 2 volumes[BU 19].
- 2004 :
  - Junk - Record of the Last Hero (ジャンク -レコード・オブ・ザ・ラスト・ヒーロー-?), 7 volumes[BU 20].
  - Color-Pri! (カラプリ, Karapuri?), 1 volume[BU 21].
  - Her Carrera (彼女のカレラ, Kanojo no Carrera?), 24 volumes[BU 22].
- 2011 : Himegami Gadget (姫神ガジェット?) ; republié en 2012 en 2 volumes[BU 23].
- 2012 (en cours) : Aika ga Hashiru - Bijo Ning Car Drive!! (愛華が奔る-美女ning Car Drive!!?)[BU 24].
- 2013 :
  - Silent Möbius QD (サイレントメビウスQD?), 3 volumes[BU 25].
  - Her Carrera RS (彼女のカレラRS?), 6 volumes[BU 26].
- 2016 : Zero Angel ~Sōheki no Datenshi~ (ゼロ エンジェル～爽碧の堕天使～?)[BU 27],[15].

### Comics
- 2001 : Batman: Child of Dreams[16].
- 2002 : Uncanny X-Men[17]

### Anime & OAV
- 1986 : Cynthia ou le Rythme de la vie (光の伝説, Hikari no Densetsu?) (chara design)
- 1988 : Borgman
- 1990 : Sonic Soldier Borgman: Lovers Rain
- 1994 : Compiler
- 1998 : Silent Möbius